# Cladosporium uredinicola
Cladosporium uredinicola är en svampart som beskrevs av Speg. 1912. Cladosporium uredinicola ingår i släktet Cladosporium och familjen Davidiellaceae.   Inga underarter finns listade i Catalogue of Life.